# Dolgen am See
Dolgen am See település Németországban, Mecklenburg-Elő-Pomeránia tartományban. Lakosainak száma 657 fő (2023. december 31.). Dolgen am See Dummerstorf és Wardow községekkel határos.

## Népesség
A település népességének változása:
| Lakosok száma | 633  | 663  | 660  | 655  | 664  | 657  |
|               | 2014 | 2017 | 2019 | 2021 | 2022 | 2023 |